# Магамаев, Ахмед Адамович
Ахмед Адамович Магамаев (22 января 1991, Хасавюрт, Дагестанская АССР, РСФСР, СССР) — российский и болгарский борец вольного стиля.

## Карьера
Является воспитанником хасавюртовкой школы «Спартак». В октябре 2016 года стал финалистом Межконтинентального кубка в Хасавюрте. В феврале 2017 года в составе сборной России был участником Кубка мира, где в команде занял 5 место. С 2018 года выступает за Болгарию. В феврале 2018 года стал чемпионом Болгарии. В январе 2020 года стал призёром международного турнира «Яшар Догу». В начале января 2024 года в городе Стара-Загора, одолев в финале Сали Салиева, стал чемпионом Болгарии.

## Личная жизнь
По национальности — чеченец.

## Достижения

### За Россию
- Межконтинентальный Кубок 2015 — 7;
- Межконтинентальный Кубок 2016 — ;
- Кубок мира по борьбе 2017 (команда) — 5;

### За Болгарию
- Чемпионат Европы по борьбе 2019 — 8;
- Чемпионат Европы по борьбе 2020 — 5
- Чемпионат Болгарии по вольной борьбе 2021 — [10];
- Чемпионат Болгарии по вольной борьбе 2024 — ;